# Lerista christinae
Lerista christinae — вид сцинкоподібних ящірок родини сцинкових (Scincidae). Ендемік Австралії.

## Опис
У сцинків Lerista christinae є чотири кінцівки, на кожній з яких є чотири пальця.

## Поширення і екологія
Lerista christinae мешкають в прибережних районах на південному заході Західної Австралії, від Перта до Енеабби, зокрема на острові Роттнест. Вони живуть на прибережних пустищах.

## Збереження
МСОП класифікує цей вид як вразливий. Lerista christinae загрожує знищення природного середовища.